# Gianfranco Giagni
Gianfranco Giagni (Roma, 28 giugno 1952) è un regista e sceneggiatore italiano.

## Biografia
È stato aiuto regista di Mauro Bolognini al cinema e di Alberto Negrin per la televisione. Ha realizzato tra il 1981 e il 1986, alcuni videoclip per cantanti italiani, quali Vasco Rossi, Fabio Concato, Loredana Bertè, Matia Bazar e Ron, e stranieri, quali Miguel Bosé e i Madness, oltre che per i programmi di Rai 1 Mister Fantasy e Immagina. Successivamente ha diretto serie televisive come Valentina (1989, di cui è stato anche sceneggiatore): con Demetra Hampton, Kim Rossi Stuart, Antonello Fassari e Sabrina Ferilli e Donna (1996) con Ottavia Piccolo, Edwige Fenech e Daniele Liotti. Con Luca Ronconi ha curato la regia televisiva dell’Orfeo (1998) di Claudio Monteverdi, per la regia teatrale dello stesso Ronconi. Ha diretto i lungometraggi Il nido del ragno (1989) interpretato da Stephane Audran e William Berger e Nella terra di nessuno (2001, di cui è stato anche sceneggiatore) interpretato da Ben Gazzara, Maia Sansa, Gianfelice Imparato.
Ha ideato e diretto molti documentari sul cinema, tra i quali: Rosabella: la storia italiana di Orson Welles (1992), Il dottor Divago (2000), sul produttore Pietro Notarianni, Sartoria Tirelli (2006) raccontato da Isabella Rossellini per la versione italiana, e da Claudia Cardinale per quella francese, Dante Ferretti: scenografo italiano (2010, per il quale ha vinto il Nastro d'argento e il Globo d'oro e proiettato al Museum of Modern Art di New York, all'interno della Mostra dedicata a Dante Ferretti) con le testimonianze tra gli altri di Martin Scorsese, Leonardo DiCaprio, Terry Gilliam, Jean-Jacques Annaud e Giuseppe Tornatore, Carlo! (2012, candidato ai Nastri d'argento come miglior documentario sul cinema; sulla vita e il lavoro di Carlo Verdone realizzato insieme a Fabio Ferzetti. Ha inoltre scritto e diretto film documentari su Marsiglia (Faits Divers, 1991); sui Mercati Generali di Roma (Un mondo a parte, 2002); sulla comunità cinese (Un cinese a Roma, 2005).
Altri suoi documentari sono:Le scandalose - Women in Crime con le voci di Sonia Bergamasco e Claudio Santamaria (2016, nomination ai Nastri d'argento come miglior documentario, sezione Cinema del reale), presentato alla Festa del cinema di Roma (2016), Noir in Festival (2016), Bellaria Film Festival (2017), Pesaro Doc Festival (2017) Busto Arsizio Film Festival (2018) eSogni, sesso e cuori infranti (2018), con Anna Foglietta (nella cinquina finalista dei Nastri d'argento 2020, sezione docufiction). Ha scritto il soggetto e la sceneggiatura del lungometraggio Questa notte è ancora nostra (2008), prodotto da Fulvio Lucisano, per la regia di Luca Miniero e Paolo Genovese. Ha tradotto la commedia inedita di Orson Welles, Miracolo a Hollywood, scrivendo anche la postfazione nel volume pubblicato da Sellerio nel 2022.
Molti dei suoi lavori sono stati presentati in numerosi Festival di cinema italiani e internazionali come Mostra internazionale d'arte cinematografica di Venezia e il Festival di Roma, Locarno e Rio de Janeiro, Monaco e Budapest, Annecy e Bilbao, Taormina e Saint-Vincent, Spoleto e Bellaria, Noir in Festival; oltre che in rassegne sul cinema italiano a Parigi, Londra, Los Angeles, Pechino, Canton.

## Programmi televisivi
- Mister Fantasy (1981-1983)
- Immagina (1986)

## Filmografia

### Regista

#### Televisione
- Valentina - serie TV (1989)
- Donna - miniserie TV (1996)
- Orfeo di Monteverdi con Luca Ronconi - regia TV di opera teatrale (1998)
- All Stars - serie TV (2001)
- Dentro il digitale (2004)
- Divini, devoti - serie TV (2014)

#### Cinema
- Giallo e nero (cortometraggio) (1986)
- Il nido del ragno (1987)
- Faits Divers (mediometraggio) (1991)
- Rosabella: la storia italiana di Orson Welles (documentario) realizzato con Ciro Giorgini e Maja Borelli (1993)
- La trota in pelliccia: il vero e il falso nel mondo della comunicazione (documentario) (1997)
- Luca Ronconi prova Cocktail Party (documentario) (1997)
- Pietro Notarianni: il dottor Divago (documentario) (2000)
- Nella terra di nessuno (lungometraggio) (2001)
- Un mondo a parte: i mercati generali (documentario) (2002)
- Un cinese a Roma (documentario) (2004)
- Sartoria Tirelli: vestire il cinema (documentario) (2006)
- Dante Ferretti. Scenografo italiano (documentario) (2010)
- Carlo!, co-regia con Fabio Ferzetti (documentario) (2012)
- Nel nome del popolo italiano - Marco Biagi (documentario) (2017)
- Le scandalose - Women in crime (2016)
- Le illuminate: Krizia (documentario) (2018)
- Sogni, sesso e cuori infranti (documentario) (2018)

#### Videoclip
- Case,[1] di Gianfranco Manfredi (1981)
- Il mago,[1] di Gianfranco Manfredi (1981)
- Settembre,[1] di Alberto Fortis (1981)
- Dolce sweet "M",[1] di Enzo Avitabile (1982)
- Domenica bestiale, di Fabio Concato (1982)
- Severamente vietato, di Fabio Concato (1982)
- Tempi duri,[1] dei Tempi Duri (1982)
- Io ti dirò, di Alberto Fortis (1983)
- Per questa notte che cade giù, Ron (1983)
- Vita spericolata, di Vasco Rossi (1983)
- Azzurro, degli Skiantos (1984)
- Barbara Ann, degli Skiantos (1984)
- Il mare d'inverno, di Loredana Bertè (1984)
- Io che c'entro, di Ivan Graziani (1984)
- Heaven, di Miguel Bosé (1986)
- Noi, dei Matia Bazar (1987)

### Sceneggiatore

#### Cinema
- Il nido del ragno, regia di Gianfranco Giagni (1987)
- Nella terra di nessuno, regia di Gianfranco Giagni (2001)
- Questa notte è ancora nostra, regia di Paolo Genovese e Luca Miniero (2008)